# Bergdwergnachtzwaluw
De bergdwergnachtzwaluw (Aegotheles albertisi) is een vogel uit de familie dwergnachtzwaluwen (Aegothelidae). Deze soort is endemisch op Nieuw-Guinea.

## Herkenning
De vogel is 18 tot 20 cm lang en weegt 36 tot 40 g. De vogel is zeer variabel in kleur. Er zijn merendeels roodbruin gekleurde en vrij donkerbruin gekleurde vormen. In het verleden werden daarom een aantal ondersoorten en een aparte soort beschreven zoals Archbolds dwergnachtzwaluw. Vooruitlopend op nader moleculair genetisch onderzoek wordt de soort nu als unispecifiek op de IOC World Bird List van 2017 geplaatst.

## Verspreiding en leefgebied
Vóór 2017 werden ondersoorten, ieder binnen een eigen gebied beschreven: A. a. albertisi in de Vogelkop en A. a. wondiwoi op het schiereiland Wandammen (Indonesische provincie West-Papoea), vervolgens veel oostelijker A. a. salvadorii in het midden en zuidoostelijke deel van Papoea-Nieuw-Guinea. Als aparte soort werd A. archboldi beschouwd die voorkwam in het centrale bergland vanaf het gebied van de Wisselmeren (Indonesische provincie Papoea) tot ver in Papoea-Nieuw-Guinea.
Het leefgebied bestaat uit montaan bos, bosranden, groentetuinen, savannes met boomvarens op hoogten tussen 800 en 3700 m,  in het centrale bergland meestal tussen 1400 en 2600 m boven zeeniveau.

## Status
De bergdwergnachtzwaluw heeft een groot verspreidingsgebied en daardoor is de kans op de status  kwetsbaar (voor uitsterven) gering. De grootte van de wereldpopulatie is niet gekwantificeerd. Men veronderstelt dat de soort in aantal stabiel is. Om deze redenen staat de bergdwergnachtzwaluw als niet bedreigd op de Rode Lijst van de IUCN.